# Nashua
För andra betydelser, se Nashua (olika betydelser).

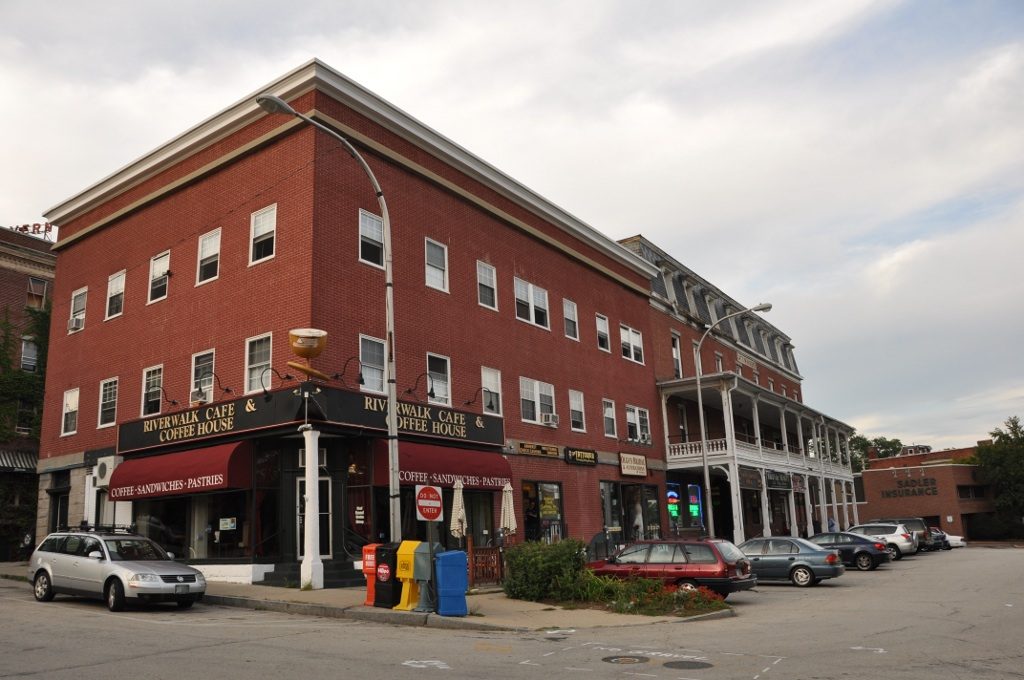
Railroad Square, 2011.

Nashua är en stad i Hillsborough County, New Hampshire i USA. Enligt folkräkningen 2000 hade Nashua 86 605 invånare., vilket gör den till den näst största staden i staten efter Manchester. År 2005 hade staden 87 986 invånare.
Staden växte kring en idag mer eller mindre avvecklad textilindustri, men har under senare år växt in i södra New Hampshires ekonomiska expansion och är en del av Bostonregionen. Nashua klassades två gånger som "Best Place to Live in America" ("den bästa platsen att bo på i USA") vid den årliga undersökningen av tidningen Money. Nashua är den enda stad som fått denna utmärkelse två gånger; 1987 och 1997. Nashua rankades som nummer 87 sommaren 2006 på samma lista. År 2007 rankades Nashua som den 27:e säkraste staden i landet av tidningen Morgan Quitno Press.

## Historia
Området var en del av ett 200 kvadratmiles stort område i Massachusetts med namnet Dunstable, vilket hade givits till Edward Tyng från Dunstable i England. Nashua låg under denna tid ungefär mitt i området. Då New Hampshire avskiljdes från Massachusetts 1741 blev statsgränsen mellan dem omdragen. Som en konsekvens av detta delades Dunstable i två delar. Tyngsboro och en del av Dunstable kom att tillhöra Massachusetts, medan Dunstable i New Hampshire inkorporerades i den norra sektionen av staden 1746.
Staden, som är belägen vid sammanflödet av Nashua- och Merrimackfloderna, befolkades första gången  1655 av pälshandlare. Likt många andra orter i New England växte staden under industrialiseringen i USA, där textilfabriker drevs av vattenkraft. År 1836 hade Nashua Manufacturing Company byggt tre bomullsfabriker som producerade 9,3 miljoner klädesplagg på 710 vävstolar årligen. Den 31 december 1836 bytte staden namn från Dunstable till Nashua efter Nashuafloden genom en deklaration i New Hampshires lagstiftande församling. Nashuafloden hade fått sitt namn från Nashuwayindianerna och på penacook betyder namnet "vacker ström med stenig botten". Staden var under elva år delad i två delar efter en skattekonflikt 1842 mellan området norr om floden, där de flesta rika bodde, och det söder om floden. Under denna tid kallades den norra delen för Nashville, medan den södra delen behöll namnet Nashua. De återförenades dock igen under namnet Nashua 1853. Sex järnvägslinjer gick igenom staden, med 56 tåg som ankom och avgick från staden varje dag före det amerikanska inbördeskriget.

## Geografi
Enligt United States Census Bureau är stadens yta 82,5 km². 80,0 km² av dessa är land och 2,5 km² är vatten. Den högsta punkten i Nashua är Long Hill med sina 127 meter över havet, belägen i den södra delen av staden.
Staden gränsar i öster till Merrimack River, i närheten av staden Hudson. I norr gränsar Nashua till staden Merrimack, i väster till Hollis och i söder till Tyngsboro.

## Demografi
Vid folkräkningen 2000 hade Nashua 86 605 invånare, 34 614 hushåll och 22 083 familjer. Befolkningstätheten var 1 082,5 invånare per kvadratkilometer. Av invånarna var 89,25 % vita, 2,01 % afroamerikaner, 0,32 % inhemska amerikaner, 3,88 % asiater, 0,03 % från Stilla havsöarna, 3,05 % från övriga etniciteter och 1,46 % från en eller flera etniciteter. Latinos av varierande ursprung utgjorde 6,22 % av befolkningen.
Det fanns 34 614 hushåll varav 31,6 % hade hemmavarande barn under 18 år, 49,3 % var gifta par som levde tillsammans, 10,4 % var ensamstående kvinnor och 36,2 % var ensamstående. 8,7 % av alla hushåll bestod av en ensamstående som var över 65 år. Medelhushållet bestod av 2,46 personer och medelfamiljen hade 3,05 medlemmar.
Stadens befolkning utgjordes av 24,7 % under 18 år, 8,1 % mellan 18 och 24, 33,5 % från 25 till 44, 22,2 % mellan 45 och 64 och 11,6 % över 65 år. Medianåldern var 36 år.
Medianinkomsten för ett hushåll i staden var 51 969 dollar, och medianinkomsten för en familj var 61 102 dollar. Män hade en medianinkomst på 43 893dollar och kvinnor 29 171.

## Styre
Stadens styre leds av en borgmästare och 15 åldermän.

## Transport
U.S. Route 3 och Everett Turnpike är de största motorvägarna som går genom staden. Flygplatsen Nashua Municipal Airport (Boire Field) ligger i stadens nordvästra hörn. Kollektivtrafiken sköts av Nashua Transit System, som bedriver busstrafik. Satsningar har gjorts för att förlänga Massachusetts Bay Transportation Authoritys pendeltågslinje Lowell Line från Lowell till Nashua.

## Media
Staden har en dagstidning, Nashua Telegraph, som trycks i grannstaden Hudson. Nashua har också två tidningar som utkommer med ett nummer i veckan, The Broadcaster och The Hippo, samt en regional radiostation, WGAM 900 AM (Fox Sports Radio). En annan radiostation, WSMN 1590 AM, finns åter i staden efter nedläggningen i januari 2005.